# Apetahia margaretae
Apetahia margaretae là loài thực vật có hoa trong họ Hoa chuông. Loài này được (F.Br.) E.Wimm. mô tả khoa học đầu tiên năm 1943.